# کهوف توحیدیه
کهوف توحیدیه (به عربی: کهوف التوحیدیة) یک منطقهٔ مسکونی در لیبی است که در استان جبل‌الاخضر واقع شده‌است.